# René Lacoste
Jean René Lacoste (født 2. juli 1904, død 12. oktober 1996) var en fransk tennisspiller og forretningsmand. Lacoste vandt igennem sin karriere 8 Grand Slam singletitler. Efter han indstillede sin karriere startede han i 1933 det senere verdensberømte tøjfirma Lacoste.

## Grand Slam
Lacostes 8 Grand Slam-singletitler fordeler sig således:
- French Open
  - 1925, 1927 og 1929

- Wimbledon
  - 1925 og 1928

- US Open
  - 1926 og 1927